# Syringosoma pennipes
Syringosoma pennipes là một loài ruồi trong họ Tachinidae.